# Mancomunidad de Ayuntamientos del Norte de Gran Canaria

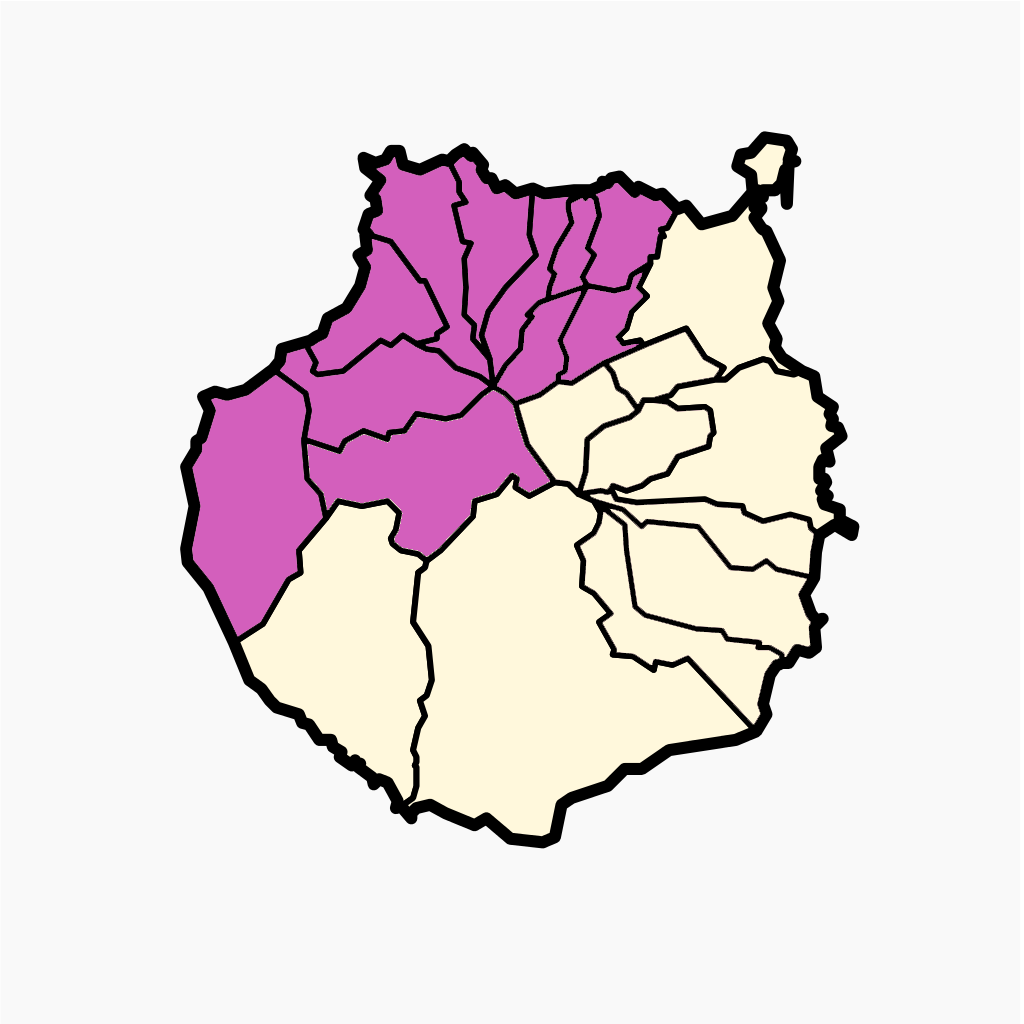
Municipios constituyentes de la Mancomunidad desde 2019.

La Mancomunidad de Ayuntamientos del Norte de Gran Canaria, está constituida por los municipios de Agaete, Artenara, Arucas, Firgas, Gáldar, Moya, La Aldea de San Nicolás, Santa María de Guía, Tejeda, Teror y Valleseco, los cuales se hallan situados en el noroeste de la isla de Gran Canaria, en la provincia de Las Palmas, España.

## Historia
En el año 1973 los municipios de Gáldar, Santa María de Guía y Agaete, se unieron con el fin de optimizar la prestación de varios servicios municipales constituyendo la "Mancomunidad del Noroeste de Gran Canaria". Posteriormente se incorporaron sucesivamente el resto de municipios:
| Municipios                         | Año de integración |
| ---------------------------------- | ------------------ |
| Agaete – Gáldar – Sta. M.ª de Guía | 1974               |
| Moya                               | 1987               |
| Arucas – Firgas                    | 1996               |
| Teror – Valleseco                  | 1997               |
| La Aldea de San Nicolás            | 2001               |
| Artenara                           | 2002               |
| Tejeda                             | 2019               |

## Objetivos
Las mancomunidad se centra en actuaciones en su ámbito territorial tales como:
- Eficiencia en el gasto
- Optimización de los recursos
- Mejora de los servicios públicos
- Simplificación de la gestión administrativa
- Intercambio de experiencias
- Difusión de “buenas prácticas” intermunicipales
- Homogeneización de tasas e impuestos municipales, evitando desigualdades impositivas entre municipios colindantes.